# Katsuya Terada
Katsuya Terada (寺田 克也?, Terada Katsuya; Tamamo, 7 dicembre 1963) è un illustratore e fumettista giapponese.
Operò anche con l'alias Rakugakingu (ラクガキング?, "Doodle King").

## Biografia
Katsuya Terada è probabilmente noto soprattutto come character designer per il film d'animazione  Blood: The Last Vampire  (2000), diretto da Hiroyuki Kitakubo. Ha anche lavorato su fumetti americani, come  Iron Man  e  Hellboy  (per la statuetta ufficiale del quale è stata sfruttata una delle sue illustrazioni). Ha anche contribuito ulteriormente ai primi numeri di  Nintendo Power , inclusa una guida strategica dell'edizione speciale per  Dragon Quest  e  The Legend of Zelda . In Giappone, ha realizzato le illustrazioni promozionali per la serie di videogiochi di avventure misteriose Detective Saburo Jinguji.
È stato responsabile della copertina del libro e delle illustrazioni per la serie Chimera scritta da Baku Yumemakura, e ha curato la copertina e le illustrazioni di Garouden, Shin Majugari e anche Yamigarishi.
Terada si è definito un artista "rakugaki", più una filosofia che uno stile di disegno, in cui si disegna un po' ovunque, sempre, senza pensare troppo, su quaderni ecc. È un artista molto prolifico; una delle sue raccolte di schizzi conta oltre 1000 pagine, appropriatamente chiamata "Rakuga King".
Ha fatto pochissimo lavoro di gruppo (un'eccezione è il manga  Saiyukiden Daienou (Monkey King) ) e le sue attività principali sono l'illustrazione e il design dei personaggi.
Ha ammesso varie influenze sul suo lavoro, in particolare quelle europee, come Jean Giraud (Moebius) e la rivista  Métal Hurlant , che gli hanno infuso un gusto per le donne forti e leggermente spogliate.

## Opere

### Collezioni
| Titolo traslitterato                                                  | Titolo giapponese                                   | Data     | ISBN                   |
| --------------------------------------------------------------------- | --------------------------------------------------- | -------- | ---------------------- |
|                                                                       | 戦国自衛隊1549                                      | 05-20-05 | ISBN 4-04-873614-0     |
| Work Jam Licensed Detective Saburo Jinguūji - Artbook: Detective File | ワークジャム公認探偵神宮寺三郎DETECTIVE FILE        | 02-05    | ISBN 4-7572-1136-8     |
| Katsuya Terada & Stapa & Gabin - Photobook: John Symmetry             | ジョン・シンメトリー                                | 06-04    | ISBN 4-947752-63-7     |
| Busin 0 – Character & World Guide for the game Busin 0                | 寺田克也グラフィックス                              | 03-31-04 | ISBN 4-7577-1852-7     |
| Paint Visual Works Poster Book                                        | 彩京ビジュアルワークスポスターブック                | 05-03    | ISBN 4-89829-882-6     |
| Shashou                                                               | 車掌                                                | 04-03    | ISBN 4-434-03067-1     |
| Lemni3003 imada minu megamitachi E                                    | Lemni3003 未だ見ぬ女神たちへ                        | 12-19-02 | ISBN 4-334-90106-9     |
| Terada Katsuya Presents - Rakuda ga warau                             | ラクダが笑う                                        | 11-02    | ISBN 4-89829-866-4     |
| Painter bon!                                                          | ペインタボン!                                       | 07-02    | ISBN 4-947752-22-X     |
| Rakuga King                                                           | 寺田克也ラクガキング                                | 01-23-02 | ISBN 4-7572-0885-5     |
| Bitch's Life Illustration File                                        | ビッチズ・ライフイラストレーションファイル          | 01-01    | ISBN 978-4-7661-1209-2 |
| Terada Katsuya Poster Book                                            | 寺田克也ポスターブック                              | 12-00    | ISBN 4-06-345073-2     |
| Terra's Cover Girls                                                   | カバー・ガールズ                                    | 11-00    | ISBN 4-89829-813-3     |
| Zenbu – The Complete Works                                            | 寺田克也全部―寺田克也全仕事集                       | 10-99    | ISBN 4-06-330083-8     |
| Saiyukiden Daienou (Monkey King) Vol.1                                | 西遊奇伝大猿王                                      | 12-98    | ISBN 4-08-782575-2     |
| Devil Man 1999                                                        | デビルマン1999                                      | 11-98    | ISBN 4-06-330067-6     |
| Virtua Fighter 2 - Ten Stories                                        | バーチャファイター2テンストーリーズ                 | 03-97    | ISBN 4-89366-684-3     |
| Chotto furukute ii kuruma nya norazu ni irarenai !                    | ちょっとフルくてイイくるまにゃのらずにいられないっ! | 10-94    | ISBN 4-418-94405-2     |

### Film
| English Title           | Credit                               |
| ----------------------- | ------------------------------------ |
| Blood: The Last Vampire | 3d cgi, character design             |
| Cutie Honey             | concept artist, ideatore dei costumi |
| Devilman                | concept artist                       |
| Godzilla: Final Wars    | designer di Monster X                |

### Videogiochi (character design e illustratore del mondo)
| Titolo                                  | Piattaforma                   |
| --------------------------------------- | ----------------------------- |
| Serie di Jake Hunter                    | DS, PS2, PS, SS, SNES         |
| Wizardry: Tale of the Forsaken Land     | PS2                           |
| Busin 0                                 | PS2                           |
| Sangokushi                              | PS2                           |
| Street Golfer                           | PS2                           |
| The Legend of Bishin                    | Super Famicom                 |
| Battle K-Road                           | Arcade                        |
| The Fallen Angels/Daraku Tenshi         | Arcade                        |
| Ground Divide - Sword of Darkness       | Arcade                        |
| Virtua Fighter Remix                    | Sega Saturn                   |
| The Legend of Zelda                     | Nintendo Entertainment System |
| The Legend of Zelda: A Link to the Past | Super NES                     |
| The Legend of Zelda: Link's Awakening   | Nintendo Game Boy             |
| Prince of Persia                        | Super NES                     |
| Tekken 5                                | PS2                           |
| Tekken Tag Tournament 2                 | PS3, Wii U, Xbox 360          |